# TBX21
TBX21‏ (T-box 21) هوَ بروتين يُشَفر بواسطة جين TBX21 في الإنسان.